# Hầu Tuyển
Hầu Tuyển (chữ Hán:侯選; bính âm: Hou Xuan) là một thế lực quân phiệt cát cứ ở Tây Lương ở thời kỳ Tam Quốc trong lịch sử Trung Quốc. Khi Mã Siêu cất quân giao chiến với Triều đình nhà Hán ở Trận Đồng Quan (211), Hầu Tuyển đã hưởng ứng cuộc khởi sự này. Ông đã góp 10.000 binh lính trong liên quân Quan Trung. Sau khi thất bại trận chiến này, không rõ tung tích của Hầu Tuyển. Trong Tam Quốc diễn nghĩa, La Quán Trung hư cấu ông là bộ tướng của Hàn Toại và cùng Hàn Toại lập mưu bắt Mã Siêu nhưng đã bị Mã Siêu đánh đuổi và sau này đã hàng Tào Tháo và được phong chức tước.